# Armando Marques
Pour les articles homonymes, voir Marques (homonymie).
Cet article concerne un arbitre brésilien de football. Pour le tireur sportif portugais, voir Armando Marques (tir sportif).
Armando Nunes Castanheira da Rosa Marques dit Armando Marques, né à Rio de Janeiro le 6 février 1930, et mort dans cette ville le 16 juillet 2014, est un arbitre brésilien de football. Il fut arbitre international de 1961 à 1980.

## Carrière
Il a officié dans des compétitions majeures
- Coupe intercontinentale 1964 (match aller)
- Coupe du monde de football de 1966 (1 match)
- JO 1972 (3 matchs)
- Coupe du monde de football de 1974 (1 match)
- Copa América 1975 (1 match)